# 青木穠子
青木 穠子（あおき じょうこ）は愛知県の歌人。女流漢詩人白川琴水娘。御歌所大口鯛二に和歌を学び、めざまし会、このはな会を創立、明鏡短歌会主宰、中部日本歌人会副会長を務めた。生家は名古屋市短歌会館となっている。
「穠」は「花木の盛にしげるさま」を意味する。

## 生涯

### 戦前
1884年（明治17年）10月22日、愛知県名古屋区玉屋町二丁目の洋反物商上文字屋の次女として生まれた。生後間もなく父が死去したため、一家は店を畳み、西区下長者町三丁目に移った。1890年（明治23年）4月名古屋市菅原小学校に入学したが、9月1日には母も死去したため、岐阜県高山町の祖父母に引き取られ、次いで叔母に預けられた。
文芸家だった母白川琴水の影響で、小学校時代から家蔵の仮名書き源氏物語、平家物語等を読んで文学に親しみ、短歌を作った。1895年（明治28年）3月高山町高山小学校を卒業後、名古屋に戻り、1896年（明治29年）菅原小学校高等科を卒業した。
1897年（明治30年）婦人国風社で冷泉流披講を修得した後、1901年（明治34年）御歌所寄人大口鯛二に和歌を学んだ。1909年（明治42年）4月短歌会めざまし会を結成し、また蜂谷宗致に志野流香道を学んだ。1911年（明治44年）青鞜社に入社し、1914年（大正3年）3月本社を訪問したが、後に脱退した。
1918年（大正7年）1月歌会始に「海辺松いそやまの松きはやかにあらはれて波こそもゆれのぼる朝日に」が入選した。1919年（大正8年）「胎動」創刊委員。1920年（大正9年）短歌会このはな会主宰となり、1921年（大正10年）12月「このはな」を発刊した。1923年（大正12年）名古屋短歌会創立時より会員となった。1927年（昭和2年）、明治37年（1904年）夭折した兄鐐太郎の遺歌を集め、『真陰詠集』として出版した。

### 戦後

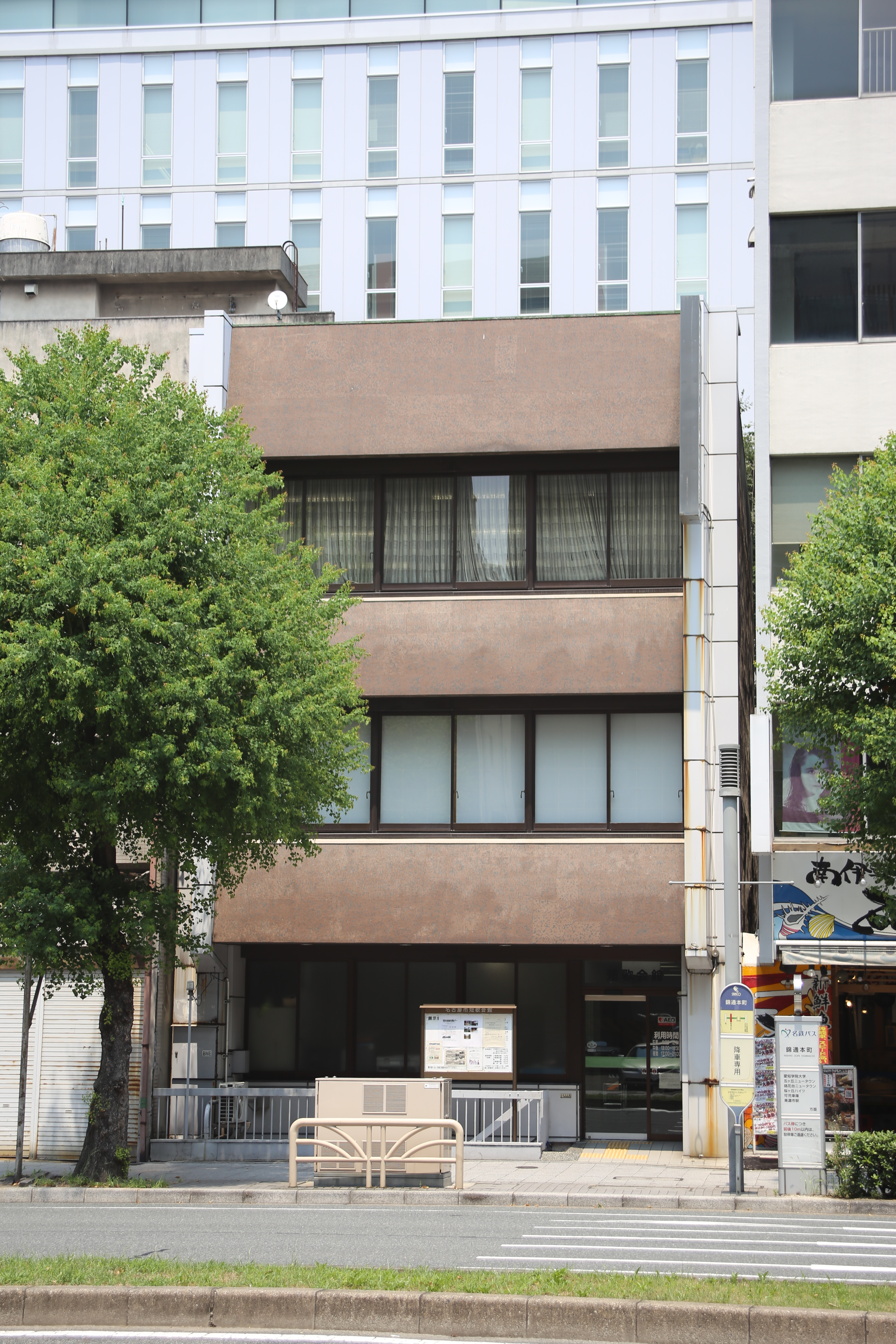
錦二丁目名古屋市短歌会館

1945年（昭和20年）3月名古屋大空襲で自宅が焼失し、高山市に疎開した。1946年（昭和21年）8月常滑市に移り、常滑高等女学校で書道、短歌を教えた後、11月横須賀町に移り、横須賀高等女学校短歌クラブ常任講師となった。1947年（昭和22年）下長者町旧宅跡に仮屋を建て、都心芳舎と号した。
1947年（昭和22年）このはな会を明鏡短歌会と改称し、「明鏡」を発刊したほか、短詩型文学連盟委員、熱田神宮献詠会再興撰者としても活動し、1948年（昭和23年）中部日本歌人会副会長に就任した。
1964年（昭和39年）都心芳舎跡に短歌会館を建てて名古屋市に寄付し、蔵書を青木文庫として納めた。1971年（昭和46年）1月20日短歌会館で死去し、平和公園正敬寺墓地に葬られた。法名は明鏡院釈尼妙徳。

## 歌集
- 『木霊』文明社、1913年（大正2年）[4]
- 『持統天皇』泰文堂出版、1964年（昭和39年）
- 『青木穠子遺歌集』名古屋市教育委員会、1975年（昭和50年）
- 『芳舎漫筆』名古屋市教育委員会、1975年（昭和50年）

## 受賞
- 1955年（昭和30年）11月3日 愛知県教育表彰（文化）[3]
- 1964年（昭和39年）2月3日 第5回CBC文化賞[3]
- 1964年（昭和39年）11月3日 愛知県知事表彰（文化）[3]
- 1968年（昭和43年）4月 勲五等瑞宝章[3]

## 家族
- 父：青木錠太郎 - 洋反物商上文字屋与助2代目。1884年（明治17年）11月4日没[3]。
- 母：白川琴水 - 飛騨国高山出身。漢詩や絵画を善くした。
- 姉：たね - 1880年（明治13年）生[3]。
- 兄：青木鐐太郎 - 1883年（明治16年）8月1日生。家業再興を志して広く文芸を学ぶも、明治37年（1904年）5月25日夭折[2]。
- 叔母 - 母琴水の姉。小学生の時より扶養を受けた。1909年（明治42年）3月28日死去[3]。
- 夫：守隨錫（あとう） - 中区の度量衡商守隨鍈之助の次男。1909年（明治42年）7月7日結婚、1941年（昭和16年）9月20日死去[3]。